# Братство (партія)
«Бра́тство» — українська теократична політична партія, яку створив Дмитро Корчинський. Зареєстрована від Мін'юсту 5 серпня 2004 року, свідоцтво № 99-п.п. Партія сама себе репрезентує: «Партія Ісуса Христа, Націонал-Християнська Мережа — революційна християнська спільнота».
Партія Братство пройшла жеребкування на участь в роботі окружних виборчих комісій на Виборах до Верховної Ради України 2012. Після чого, за словами Дмитра Корчинського продала свої місця в ОВК.
Сам Корчинський називає «Братство» «філософським гуртком».

## Спрямування й діяльність
У 2004 році деякі політичні оглядачі пов'язували «Братство» Дмитра Корчинського з іменем Віктора Медведчука та його тодішньою партією СДПУ(о). Заступником голови партії став Олексій Арестович.
Так, у «темниках Медведчука», розісланих у березні 2004 року, давалися настанови детально висвітлювати у ЗМІ акцію «Братства» і розлого подавати коментарі Леоніда Кучми та Віктора Януковича, але ігнорувати опозиційні виступи і не показувати прапорів з написами «ТАК Ющенко». Іншим разом, коли у темниках проводилася спроба звинуватити Ющенка та Юлію Тимошенко в арешті літака Ан-124 «Руслан» у Канаді, представники «Братства» влаштували бійку з правоохоронцями під посольством Канади в Україні.

Старий прапор партії

31 березня 2004 члени «Братства» облили клеєм та водою Джорджа Сороса вигукуючи: «Сорос, геть з України, у тебе нічого не вийде». Пізніше вони намагалися закидати його автомобіль яйцями. У відповідь на цю ситуацію Джордж Сорос дав таку оцінку: «Мені дивно, що 1+1 дає ефір людині, яка контролює групу хуліганів» — маючи на увазі очільника «Братства» Дмитра Корчинського (який вів програму «Проте»).
Перед президентськими виборами 2004 року «Братство» Корчинського використовувалося для дискредитації «помаранчевої» опозиції.[джерело?]
У липні 2004 «Братство» сприяло організації страйку на суднобудівному заводі «Затока», співвласником якого був заступник начальника штабу «Нашої України» Давид Жванія.
23 вересня 2004 року представники «Братства» ввірвалися у будинок Центральної виборчої комісії з вимогою відкрити виборчі дільниці у Придністров'ї. У результаті сутички з охороною ЦВК один із охоронців отримав травму голови, деякі вікна залишились без скла. Наступного дня Юрій Кармазін оцінив цю подію як замовлення влади задля дестабілізації ситуації в країні.
Після Помаранчевої революції «Братство» Корчинського об'єдналося з ідеологічно протилежною Прогресивно-соціалістичною партією Наталії Вітренко та виступало проти руху нової влади до НАТО та зближення із США та ЄС. За словами Корчинського, до їх новоутвореної опозиції мали приєднатися Партія регіонів та СДПУ(о). Напередодні Корчинський також стверджував, що, на його думку, Віктор Медведчук «не складе зброї» і стане одним із лідерів об'єднаної опозиції за президентства Віктора Ющенка.
Після революції представники «Братства» також писали на київських парканах фразу «Данилович, пробач» (рос. Данилович, прости) поруч з адресою свого вебсайту.
2007 року «Братство» після акту Вандалізму на Говерлі заявило про припинення співпраці з «Євразійським союзом молоді», а голова «Братства» оголосив винагороду у 15-20 тисяч доларів за акт помсти проти російських символів чи особисто Дугіна. Уже за 10 днів українські націоналісти, заливши керосином вентиляційні люки житлового будинку московського штабу Євразійського руху влаштувало підпал. Братство так і не взяло на це відповідальності, однак всіляко підтримувало цю акцію.
З 17 грудня 2008 року на ютуб каналі БРАТСТВО.ІНФО «Братство» почало скликати на командно-штабні навчання «Протидія військовій агресії РФ», де навчатимуть стріляти, влаштовувати диверсії і вести інші способи партизанської війни у Криму. Організаторами навчань були представники і інших українських («Нова сила») і навіть російських націоналістичних організацій («Північне Браство», яке виступало проти імперської політики росії). 20 грудня навчання були проведені, де зокрема Дмитро Корчинський та Олексій Арестович передбачили те, за яким сценарієм протікатиме майбутня анексія Криму. Багато в чому це передбачення збулося у 2014.
21 січня 2009, на фоні зростання протестних настроїв в Україні після підписання невигідних Газових угод із Росією, «Братство» та «Нова Сила» створили громадську ініціативу «Геть Усіх», покликану на перезавантаження усієї центральної влади з колишніх комуністів і олігархів на нові обличчя, що будуть сформовані «впродовж революції». Нечисленні акції були проведені у Києві, Одесі, Дніпрі та Житомирі. Незабаром після побиття наметового табору у Києві 20 березня 2009 року об'єднанням «дружинників» із колишніх міліціянтів «Щит» «Геть Усіх» перестало існувати.
11 березня 2009 представники «Братства» і націонал-більшовики Києва провели акцію протесту проти політичних репресій у Росії. Тоді вони перефарбували російський прапор в український і написали на ньому свободу політв'язням. Дмитро Корчинський заявив, що «акція направлена не проти російського народу, а проти Мєдвєдєва і Кремлівського режиму, що цей народ пригнічує» У той же день посольство РФ направило ноту протесту і бік українського МЗС через двох затриманих начебто представників «Братства», які «справляли потребу» на посольство РФ, як протест проти затримання російських патріотів у росії.
Після того, як «24 серпня 2009 через протидію антиукраїнських сил українським активістам не вдалося одягнути на пам'ятник засновника Одеси вишиванку», 9 вересня 2009 представники Одеського «Братства» одягнули пам'ятник Дюка де Рішельє у футболку із зображенням Бандери.
Наприкінці 2017 року та у 2018 році партія активно блокувала офіси телеканалів «NewsOne» та «ZIK». Активісти «Братства» розпочинали цілодобове пікетування телеканалу ZIK під столичною студією в Міжнародному центрі культури та мистецтв Федерації профспілок України.
Дмитро Корчинський написав у Facebook, що його люди починають цілодобове пікетування ZIK-у, оскільки в нього з'явилася інформація, що Віктор Медведчук зібрався купити телеканал. У 2019 році телеканал був куплений Віктором Медведчуком.
У травні 2021 року «Братство» разом з іншими організаціями брали участь в акціях протесту з вимогою ув'язнення Віктора Медведчука та закриття куплених ним телеканалів «Академія» та «Здоров'я».